# Children of Bodom
Children of Bodom foi uma banda de death metal melódico finlandesa formada em 1993 pelo guitarrista e vocalista Alexi Laiho e pelo baterista Jaska Raatikainen logo após terem se conhecido na escola.
A banda inicialmente recebeu o nome de Inearthed, até que, alguns anos mais tarde, assinar com o selo finlandês Spinefarm Records (subsidiário da gravadora alemã Nuclear Blast), foi obrigada a trocar de nome, já que, anteriormente, o havia utilizado para assinar um duvidoso contrato com uma gravadora belga. Os temas abordados em suas letras retratam o hediondo assassinato de três jovens durante a madrugada do dia 5 de junho de 1960, às margens do lago Bodom, localizado em Espoo, cidade natal da banda, que também inspirou seu nome atual, além de exprimir sentimentos de ódio, dor e revolta.
Embora originalmente o grupo tenha sido muito influenciado por bandas de heavy metal como Black Sabbath e outras, sua discografia prova que não existe uma uniformidade de estilo para que se possa definir seu trabalho, como deixa claro seu quinto álbum, Are You Dead Yet?, que foi resultado de uma constante transição de gêneros e possui uma ligação muito forte com a música industrial.
Ao longo de sua trajetória, é, ainda, notável a influência da música erudita e neo-clássica, como é possível se constatar nos álbuns Something Wild, Hatebreeder e Follow The Reaper. Mozart, J.S. Bach, Antonio Vivaldi, além do virtuoso guitarrista Yngwie J. Malmsteen, foram apenas algumas das fontes de inspiração para o guitarrista Alexi Laiho em seus estudos musicais, assim como em sua abordagem composicional.

## História

### Something Wild(1997-1998)

Logotipo da banda, usado em todas as capas de álbuns

O primeiro álbum, Something Wild foi produzido, gravado e mixado por Anssi Kippo e Children of Bodom nos estúdios Astia (Lappeenranta, Finlândia). Em 2020, a revista Metal Hammer o elegeu como um dos 20 melhores álbuns de metal de 1997. Na tentativa de promover a banda, eles abriram um show para o Dimmu Borgir em 1997. Seu sucesso foi tal que um representante da gravadora Nuclear Blast os abordou com um contrato para um lançamento europeu, um acordo que começou no ano seguinte. Something Wild foi lançado no final de 1997 na Finlândia e em 1998 em todo o mundo. No início de 1998, para fins promocionais, a banda gravou um videoclipe da música "Deadnight Warrior". O vídeo foi dirigido por Mika Lindberg e tinha um orçamento limitado de € 1000. Utilizava um cenário simples, que consistia essencialmente em um local ao ar livre após uma tempestade de neve. A banda tocou por algumas horas à noite, com uma temperatura média de menos quinze graus Celsius.
Embora Laiho fosse muito crítico com todas as músicas que escrevia, ele afirmava não gostar de Something Wild, o mais importante de todos os seus álbuns. Ao gravar este álbum, Laiho tentou imitar o estilo de um de seus ídolos, Yngwie Malmsteen, motivo pelo qual Something Wild é considerado um dos álbuns mais técnicos que o Children of Bodom já produziu. Apesar disso, ele ainda o considerou como seu disco "mais importante", pois "os colocou no mapa".
A primeira turnê européia do Children of Bodom começou em fevereiro de 1998. Tocaram com bandas como Hypocrisy (em festivais como Under the Black Sun), The Kovenant e Agathodaimon, mas sofreram com a ausência de Wirman, que estava concentrado em terminar seus estudos. Ele foi substituído pela pianista Erna Siikavirta durante a turnê.
Meses depois, a banda gravou duas novas músicas novamente nos estúdios Astia com o produtor Anssi Kippo, intitulado "Towards Dead End" e "Children of Bodom". Este último foi incluído em uma compilação da Spinefarm Records, que após ser lançado permaneceu no topo das paradas finlandesas por oito semanas consecutivas. No final de agosto, a banda tocou a música "Forevermore" ao vivo pela primeira vez durante um show na Rússia. Posteriormente esta música foi renomeada como "Downfall".
Sua segunda turnê européia ocorreu em setembro do mesmo ano, mas mais uma vez Wirman não pôde se apresentar com eles. A então namorada de Laiho, Kimberly Goss (do Sinergy e ex-Dimmu Borgir, Ancient e Therion) assumiu o teclado desta vez. No final da turnê, Kimberly convidou Laiho para se juntar ao Sinergy, que na época ainda estava em seus estágios iniciais.

### Hatebreeder(1998-2000)

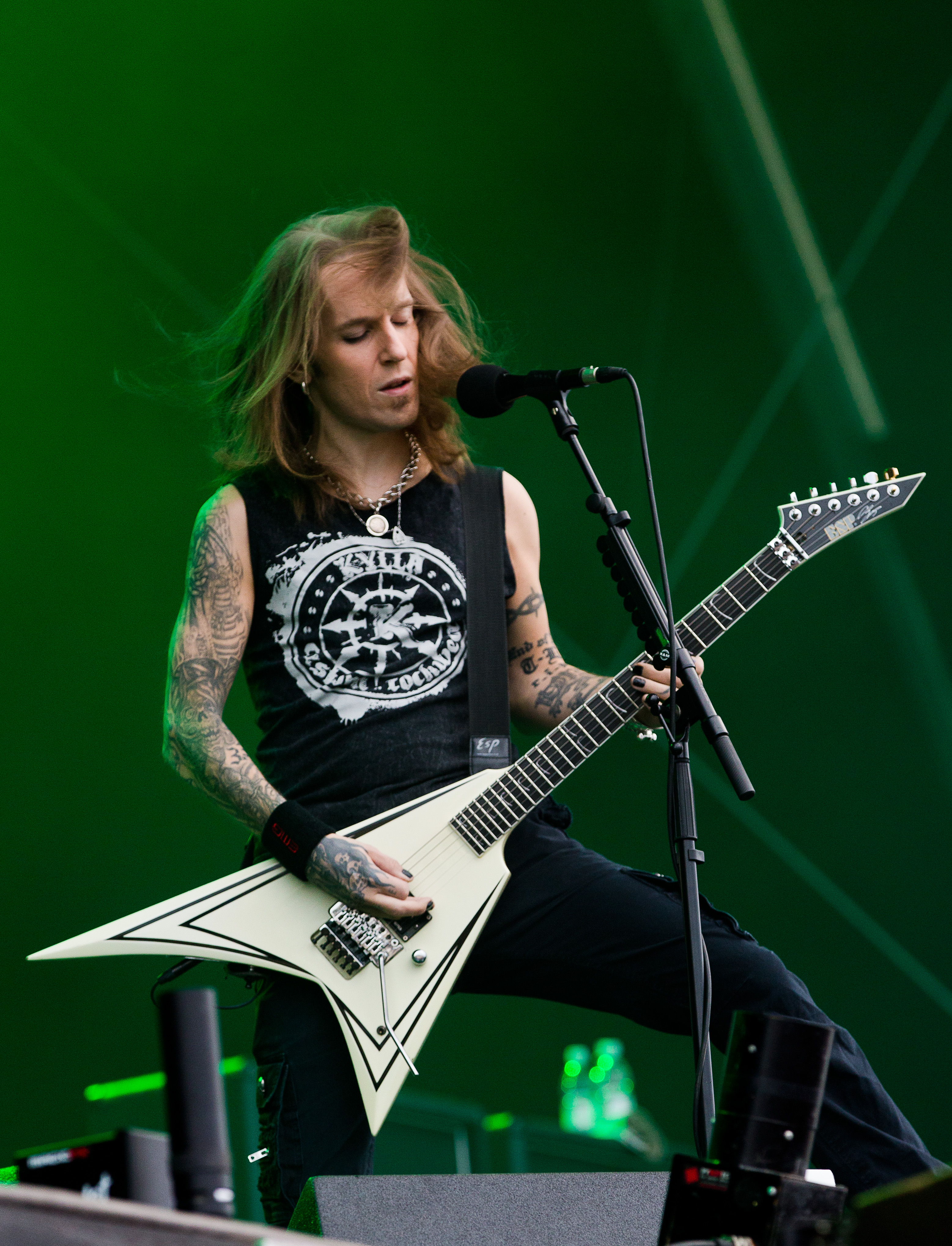
O guitarrista e vocalista da banda, Alexi "Wildchild" Laiho, também foi o principal compositor e membro fundador do grupo.

O segundo álbum, Hatebreeder, foi gravado entre o final de 1998 e o início de 1999 por Anssi Kippo nos Astia-studios (Lappeenranta, Finlândia). Foi originalmente intitulado Towards Dead End, mas enquanto estavam em estúdio, os membros da banda optaram pelo título atual. Para criar antecipação na Finlândia, o single '"Downfall" foi lançado duas semanas antes do lançamento do álbum. Foi acompanhado por um novo videoclipe, mais uma vez dirigido por Mika Lindberg. Hatebreeder acabou no topo das paradas em muitos países europeus. Em julho de 1999, o sucesso do single "Downfall" e do Hatebreeder permitiu que o Children of Bodom agendasse três shows no Japão com Sinergy e In Flames. Durante dois desses shows, o álbum ao vivo Tokyo Warhearts foi gravado. Nele, a banda conseguiu se reproduzir perfeitamente e, às vezes, melhorar suas músicas. A pedido deles, nenhum overdubs foi usado na gravação do show.

### Follow The Reaper(2000-2002)
Para o próximo lançamento, Children of Bodom decidiu usar o estúdio Abyss de Peter Tägtgren na Suécia, em vez do estúdio finlandês Astia de Anssi Kippo, onde eles haviam gravado todos os seus lançamentos anteriores, incluindo as demos de Inearthed. A banda escreveu oito músicas para o álbum. Enquanto estavam no estúdio, eles decidiram incluir uma faixa extra composta às pressas e com letras improvisadas por Laiho; essa faixa acabaria recebendo o nome de "Kissing the Shadows". A banda deu ao álbum o nome de Follow the Reaper e as sessões de gravação ocorreram entre agosto e setembro de 2000; o álbum foi lançado mundialmente no final de 2000. Um videoclipe de "Everytime I Die" foi gravado pelo diretor finlandês Tuukka Temonen logo depois.

### Hate Crew Deathroll(2002-2004)
Em fevereiro de 2002, Children of Bodom começou a escrever canções para seu próximo álbum, intitulado Hate Crew Deathroll. Eles voltaram para Astia-studio (Lappeenranta, Finlândia) para trabalhar com o produtor Anssi Kippo novamente. A sessão seguiu-se durante os meses de agosto e setembro, e o álbum foi lançado em Janeiro de 2003 na Finlândia. O álbum permaneceu no topo das paradas finlandesas por um total de três semanas e posteriormente se tornou o primeiro álbum de ouro da banda. Eventualmente, todos os álbuns da banda alcançaram esse status e o Follow the Reaper alcançou a platina.
Em 3 de janeiro de 2003, o Finland Music Awards de metal foram realizadas em Tavastia Club em Helsinki. A votação foi aberta a todos os fãs de metal e foi apresentada por vários meios de comunicação que estavam trabalhando com o organizador do evento. Children of Bodom foi premiada a banda finlandesa do ano. Kuoppala decidiu deixar o Children of Bodom por motivos pessoais, bem no meio da turnê, sem aviso prévio. Então, o companheiro de banda de Alexi do Sinergy, Roope Latvala (membro fundador do Stone, uma das bandas que iniciou o movimento do heavy metal na Finlândia) assumiu as guitarras como tocador de sessão, até que uma solução mais permanente pudesse ser encontrada. Esta formação foi introduzida em Moscou em 16 de agosto.

### Are You Dead Yet?(2004-2007)
Depois de terminar a turnê mundial com Latvala, que assumiu uma posição permanente na formação da banda, o Children of Bodom começou a gravar e lançar o EP Trashed, Lost & Strungout e o single "In Your Face", que continha músicas de seus próximo álbum e uma paródia de "Oops!... I Did It Again", de Britney Spears. No final de 2005, o álbum Are You Dead Yet? foi lançado, apresentando um estilo diferente do que havia sido apresentado pela banda em seus trabalhos anteriores. Riffs de guitarra mais simples e pesados foram incorporados ao som de Children of Bodom, bem como a elementos da música industrial. As reações dos fãs ao lançamento foram variadas; no entanto, o álbum continua sendo o sucesso comercial da banda. Foi premiado com o ouro na Finlândia e alcançou o primeiro lugar nas paradas finlandesas, 16 na Alemanha, 16 na Suécia e 17 no Japão. O próximo lançamento da banda foi um single em DVD para a música "In Your Face", que incluiu o videoclipe, cenas dos bastidores da banda e uma gravação ao vivo da música "Sixpounder" no festival Wacken Open Air de 2004. Em Junho, Children of Bodom esteve na frente de 120.000 espectadores, um de seus maiores shows, no último show do Böhse Onkelz. O DVD do show, chamado Vaya Con Tioz, inclui a apresentação de Children of Bodom com "Everytime I Die".
O DVD ao vivo de Children of Bodom, Chaos Ridden Years - Stockholm Knockout Live, foi lançado em 5 de dezembro de 2006. Ele contém uma gravação de um concerto ao vivo realizado em 5 de fevereiro de 2006 em Estocolmo, na Suécia, com mais de 90 minutos de gravação ao vivo. "Chaos Ridden Years" se refere a um documentário com entrevistas com membros da banda sobre a história da banda e as filmagens da banda em turnê. Ele também contém todos os videoclipes de Children of Bodom, exceto "Needled 24/7". O guitarrista Alexi Laiho foi eleito o melhor guitarrista do mundo em 2006 pela revista Metal Hammer.
Em 31 de janeiro de 2007, Laiho deslizou pela pista em uma pista de boliche depois de pisar acidentalmente na linha de falta. Ele bateu com força na parede, quebrando o ombro esquerdo. Isso o deixou incapaz de tocar guitarra por seis semanas. Devido a este incidente, o Children of Bodom foi forçado a cancelar suas primeiras turnês de 2007 e um festival que eles estavam em destaque.
Em 31 de março de 2007, o site da banda divulgou informações sobre a condição de Laiho, afirmando que, embora a lesão de Laiho nunca cicatrize completamente, isso não afeta mais sua capacidade de tocar guitarra. O mesmo aviso também afirmou que a banda já havia escrito algumas músicas para um novo álbum e começaria a gravar algum tempo depois em 2007.

### BlooddrunkeSkeletons in the Closet(2007-2010)

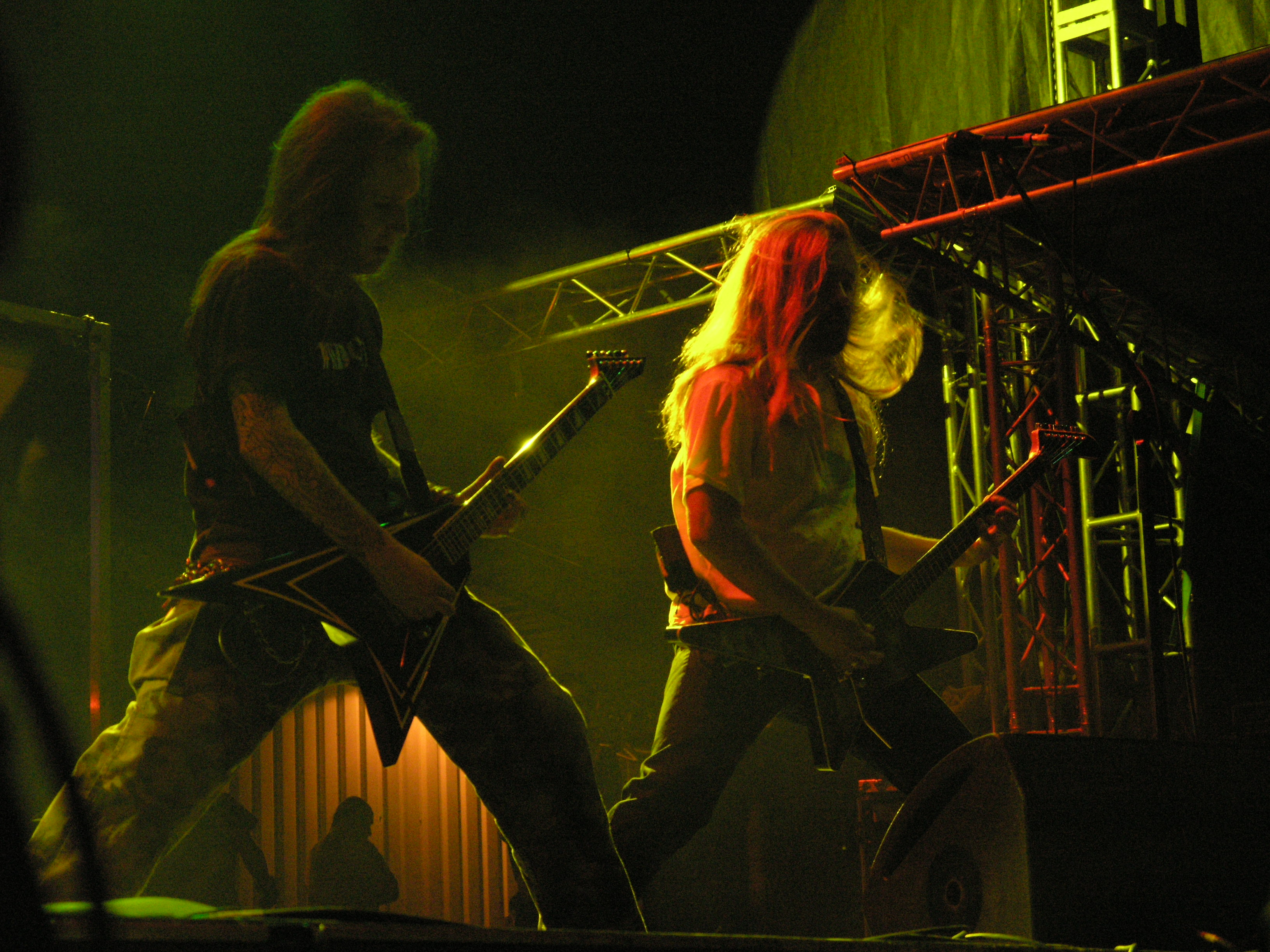
A banda se apresentando ao vivo no Masters of Rock em 2007

De outubro a dezembro de 2007, o Children of Bodom gravou seu sexto álbum de estúdio, intitulado Blooddrunk, lançado em 15 de abril de 2008. O álbum continha 10 músicas, incluindo um cover de "Ghost Riders in the Sky". Children of Bodom foi apresentado na turnê norte-americana Gigantour 2008 com Megadeth, In Flames, Job for a Cowboy e High on Fire. Children of Bodom foi uma das primeiras bandas a serem confirmadas para o Wacken Open Air 2008, onde se apresentaram ao lado de muitas bandas, incluindo Iron Maiden, Sonata Arctica e Avantasia. Children of Bodom tocou no Donington Download em 15 de junho, tocando uma mistura de músicas antigas e novas. Em 8 de março de 2008, a banda fez seu primeiro evento de assinatura no Reino Unido na loja de música Zavvi em Oxford Street, Londres. Eles assinaram cópias de seu novo single "Blooddrunk" em CD, vinil de 7 e 12 polegadas, apenas 666 cópias do vinil de 12 polegadas foram feitas.
Skeletons in the Closet é um álbum de covers lançado em 22 de setembro de 2009. Apresenta covers lançadas em versões de álbuns anteriores, mas também inclui quatro novas faixas. Incluem covers de artistas como Suicidal Tendencies, Britney Spears, Alice Cooper, Iron Maiden, Slayer, Andrew WK, Billy Idol e Scorpions.

### Relentless Reckless ForevereHalo of Blood(2010-2014)
Após o término da turnê Blooddrunk, a banda começou a gravar seu novo álbum. Durante a gravação das faixas de bateria, houve um pequeno tornado e a energia foi cortada. Consequentemente, a gravação foi adiada até depois da turnê com o Black Label Society. Children of Bodom divulgou algumas informações para a revista Metal Hammer sobre novas faixas de álbuns. Os três nomes de faixas lançados foram intitulados: "Pussyfoot Miss Suicide", "Ugly" e "Was It Worth It?".
Halo of Blood é o oitavo álbum de estúdio da banda. Foi lançado em 6 de junho na Europa, 10 de junho no Reino Unido e 11 de junho na América do Norte. A turnê do Mayhem Festival ao lado de Rob Zombie, Mastodon e Amon Amarth também foi anunciada em 18 de março de 2013.

### Saída de Roope Latvala eI Worship Chaos(2015-2016)

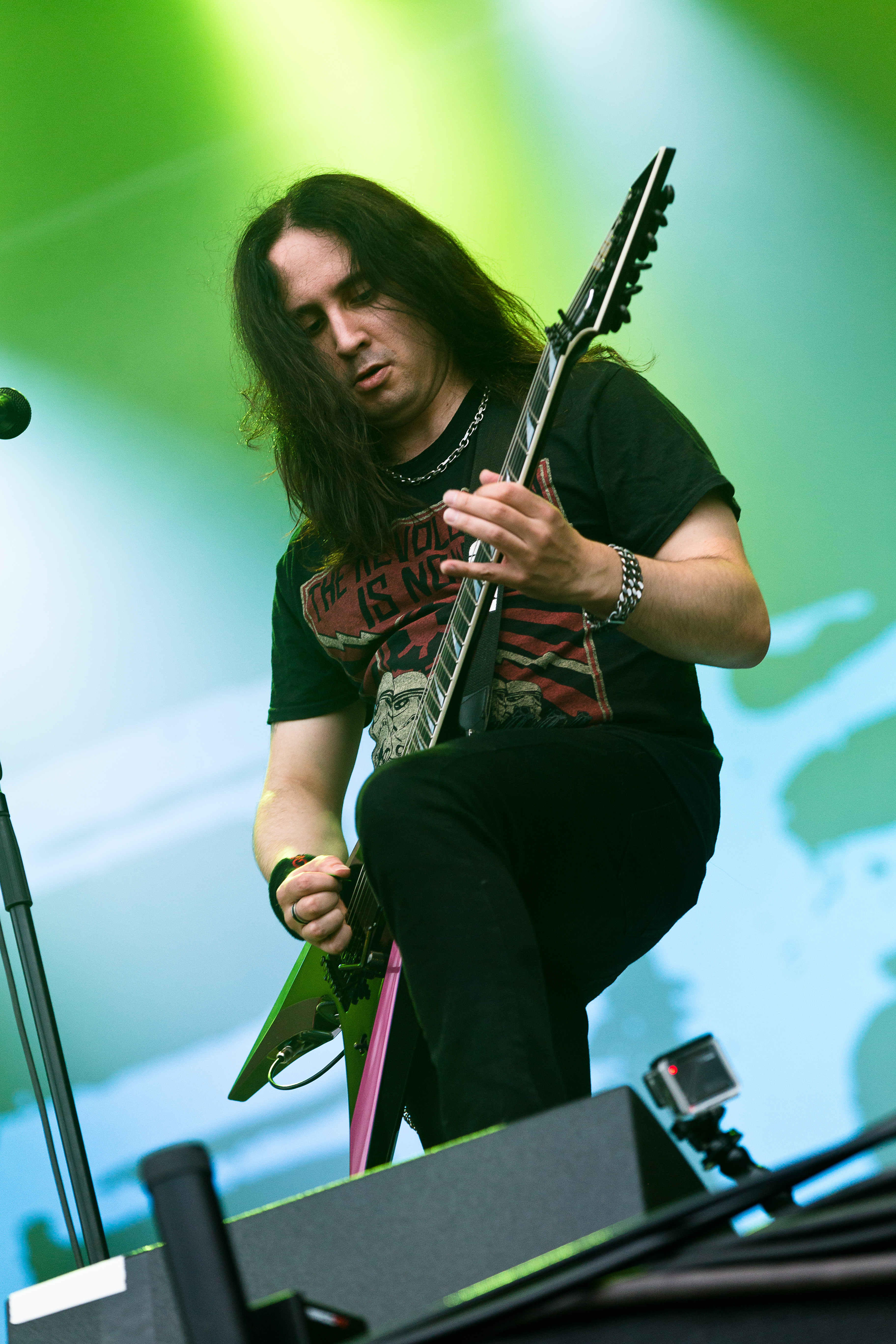
Daniel Freyberg assumiu a guitarra rítmica da banda após a saída de Roope Latvala em janeiro de 2016.

Em 7 de abril de 2015, a banda anunciou que começou a trabalhar no acompanhamento de Halo of Blood. Em 29 de maio de 2015, a banda anunciou em sua página no Facebook que Roope Latvala não faz mais parte do Children of Bodom, com o novo álbum a ser gravado em quatro partes pela primeira vez.
No entanto, a banda atualizou mais tarde que a parte de Latvala na banda será preenchida por Antti Wirman, irmão mais novo da tecladista Janne Wirman, para compromissos ao vivo até o final do ano; ele estreou com a banda em um show privado em Helsinque. Em uma entrevista posterior com Wirman, ele afirmou que seu irmão não se juntaria à banda permanentemente. Em 8 de junho de 2015, o título do álbum foi anunciado como I Worship Chaos e foi lançado pela Nuclear Blast em 2 de outubro de 2015. Em 19 de janeiro de 2016, a banda anunciou a adição de Daniel Freyberg na guitarra. Ele faria sua estreia ao vivo com eles em Tampa, Flórida, no dia 9 de fevereiro.

### Hexede o fim do Children of Bodom (2017-2019)
Em entrevista ao Noizr Zine, realizada em 14 de setembro de 2017, Janne Wirman respondeu à pergunta sobre os planos da banda em começar a trabalhar em um novo álbum com "a mesma equipe de produção" (Mikko Karmila e Mika Jussila) depois que a turnê '20 Years Down & Dirty' terminar, disse o seguinte: "Sim, acho que estamos. E vamos gravá-la em nosso armazém". Em novembro de 2017, o baixista Henkka Seppälä discutiu em uma entrevista que a banda tem metade do material de um álbum escrito para o próximo álbum. Em agosto de 2018, Seppälä declarou em uma entrevista à TotalRock Radio que o álbum seria lançado no início de 2019. Em novembro de 2018, a banda revelou que o próximo álbum será chamado "Hexed". Foi lançado em 8 de março de 2019.
Em 1 de novembro de 2019, foi anunciado que o Children of Bodom realizaria seu último show na data de 15 de dezembro. O show, apelidado de "A Chapter Called Children of Bodom", aconteceu na Black Box em Helsinque Ice Hall, Finlândia. A declaração dizia:
| “ | Após quase 25 anos com Bodom, milhares de shows e 10 álbuns, Henkka (Seppälä), Janne (Wirman) e Jaska (Raatikainen) decidiram recuar e mudar o rumo de suas vidas. Alexi (Laiho) e Daniel (Freyberg) terão mais anúncios sobre seus planos de continuar criando novas músicas no futuro. | ” |

Mais tarde, foi relatado que o principal motivo das saídas foi que Wirman, Seppälä e Raatikainen não conseguiram mais encontrar um ponto de vista compartilhado com Laiho. De acordo com o zine finlandês Soundi, Laiho não pode mais usar o nome da banda sem a permissão de seus ex-colegas de banda.

### Pós-Children of Bodom e a morte de Alexi Laiho (2020-2021)
Em 2020, Laiho decidiu continuar com Freyberg em uma nova banda chamada; Bodom After Midnight. Juntaram-se a eles o baixista Mitja Toivonen (ex-Santa Cruz), o baterista Waltteri Väyrynen (Paradise Lost) e o tecladista de turnê Lauri Salomaa.
Em 4 de janeiro de 2021, foi anunciado que o vocalista Alexi Laiho havia falecido devido a problemas de saúde no final de dezembro de 2020, aos 41 anos. A data de sua morte foi posteriormente confirmada como 29 de dezembro de 2020, e a causa de sua morte como degeneração do tecido conjuntivo do fígado e pâncreas induzida pelo álcool. Um funeral privado para Laiho foi realizado em 28 de janeiro de 2021. Sua morte pôs fim à possibilidade de quaisquer reuniões futuras da banda.

## Integrantes
| - Alexi Laiho – vocal, guitarra solo (1993–2019; falecido em 29 de dezembro de 2020) - Jaska Raatikainen – bateria (1993–2019) - Henkka T. Blacksmith – baixo (1996–2019) - Janne Wirman – teclado (1997–2019) - Daniel Freyberg – guitarra rítmica (2016-2019) | - Samuli Miettinen – baixo (1993–1995) - Alexander Kuoppala – guitarra rítmica (1995–2003) - Jani Pirisjoki – teclado (1995–1997) - Roope Latvala – guitarra rítmica (2003–2015) |

## Discografia
| - 1997 - Something Wild - 1999 - Hatebreeder - 2000 - Follow the Reaper - 2003 - Hate Crew Deathroll - 2005 - Are You Dead Yet? - 2008 - Blooddrunk - 2011 - Relentless Reckless Forever - 2013 - Halo of Blood - 2015 - I Worship Chaos - 2019 - Hexed - 1999 - Tokyo Warhearts - 2006 - Chaos Ridden Years - Stockholm Knockout Live - 2004 - Trashed, Lost & Strungout - 2007 - Bodom Covers - 2008 - Hellhounds On My Trail - 2003 - Bestbreeder from 1997 to 2000 - 2012 - Holiday at Lake Bodom (15 Years of Wasted Youth) | - 2009 - Skeletons In The Closet - 1998 - Children Of Bodom - 1998 - Downfall - 2000 - Hate Me! - 2000 - Everytime I Die - 2002 - You're Better Off Dead - 2005 - In Your Face - 2005 - Trashed, Lost & Strungout - 2008 - Smile Pretty For The Devil - 2008 - Hellbounds On My Trail - 2008 - Blooddrunk - 2011 - Was It Worth It? - 2013 - Transference - 2013 - Halo of Blood - 2013 - Your Days Are Numbered" - 2006 - Chaos Ridden Years - Stockholm Knockout Live |

### Clipes
- 1998 - "Deadnight Warrior"
- 1999 - "Downfall"
- 2000 - "Everytime I Die"
- 2003 - "Needled 24/7"
- 2003 - "Sixpounder"
- 2004 - "Trashed, Lost & Strungout"
- 2005 - "In Your Face"
- 2006 - "Are You Dead Yet?"
- 2008 - "Blooddrunk"
- 2008 - "Hellhounds on My Trail"
- 2008 - "Smile Pretty for the Devil"
- 2009 - "Lookin' Out My Back Door"
- 2011 - "Was It Worth It?"
- 2011 - "Roundtrip To Hell And Back"
- 2012 - "Shovel Knockout"
- 2013 - "Transference"
- 2015 - "Morrigan"
- 2018 - "Under Grass and Clover"
- 2019 - "Platitudes and Barren Words"